# Danmarks konge
Danmarks konge er en dansk dokumentarfilm fra 1957 med instruktion og manuskript af Lau Lauritzen Jr..

## Handling
Om Kong Frederik 9.'s daglige virke som statsoverhoved.